# The Hockey News
The Hockey News ist eine nordamerikanische Eishockey-Fachzeitschrift. Das Magazin, meist zu THN abgekürzt, wurde 1947 von Ken McKenzie ins Leben gerufen. Seitdem ist es die anerkannteste Eishockey-Publikation in den Vereinigten Staaten und Kanada.
Die Zeitschrift erscheint zwischen September und Mai, dem allgemeinen Zeitraum einer Eishockey-Saison, wöchentlich, und in den Sommermonaten einmal im Monat.
Hauptsächlich beschäftigt sich das Magazin mit der Berichterstattung aus der nordamerikanischen Profiliga National Hockey League, mit der eine enge Kooperation besteht. Weitere Themenbereiche sind die diversen Juniorenligen (OHL, WHL, QMJHL), Minor Leagues (AHL, ECHL) und Collegeligen (NCAA), sowie Eishockey außerhalb Nordamerikas. Neben dem Magazin erscheint zum Saisonende alljährlich ein Jahrbuch und im Laufe des Jahres fünf weitere Sonderhefte mit den Titeln Season Opener, People of Power and Influence, Future Watch, Draft Preview und Season In Review.
Erhältlich ist die Zeitschrift sowohl in Nordamerika als auch in Europa und über die Internetseite sogar weltweit einsehbar.